# SoftBank 935SH
THE PREMIUM SoftBank 935SH（ザ プレミアム ソフトバンク きゅう さん ご エス エイチ）は、シャープが開発した、ソフトバンクモバイルのW-CDMA方式の携帯電話。

## 特徴
前年夏モデルで発表された、THE PREMIUMシリーズの防水対応端末824SHの後継となるモデル。934SHや936SHとは姉妹モデルであり、サイズや搭載されている機能、対応サービスも類似している。824SHを2008年冬モデルの930SH並みにスペックアップさせたモデルともいえる。934SHや936SHと同様に、IPX5/IPX7等級の防水性能を有する。
特に特徴的なのは、背面に、NTTドコモ向けのSH-02AやSH-07Aで採用されている、1.0インチ6万5536色の多色表示の有機ELサブディスプレイが付いている事である。もちろんTHE PREMIUMシリーズ共通であるアルミ素材を引き続き採用している。その塗装方法も通常は塗料を吹いて塗装するところを、今回はアルマイト染色処理を施している。これにより通常の塗装よりも輝度を上げ、質感もかなり向上させる工夫が施されている。さらにアルマイト処理の上に透明なUV塗装を重ねてある。UVコートをかけることで強度を上げる役目を持っていて、単に金属を使っただけでは“PREMIUM”という名前を冠するレベルには達しないと考えられることから、よりデザインを追求したものとなっている。
その他の対応機能やサービスは、930SH、934SH、936SHに準じる。これらと同様、GPSは搭載していない。

## 主な機能・サービス
- ミュージックプレイヤー
- Bluetooth
- 赤外線通信
- フィーリングメール
- カスタムスクリーン
- バイリンガル
- QRコード読み取り・作成
- ドキュメントビューア（Microsoft Word (.doc)・Microsoft Excel (.xls)・Microsoft PowerPoint (.ppt)・PDFデータ (.pdf) のみ）

| 主な対応サービス                      | 主な対応サービス                                                            | 主な対応サービス                      |
| ------------------------------------- | --------------------------------------------------------------------------- | ------------------------------------- |
| S!一斉トーク                          | S!ともだち状況                                                              | Yahoo!mocoa                           |
| S!ループ                              | S!タウン                                                                    | S!速報ニュース （おためしコンテンツ） |
| S!情報チャンネル （3Gお天気アイコン） | S!FeliCa (Faver 2.0)                                                        | PCサイトブラウザ （RSS)               |
| 電子コミック （ワイド画面コミック）   | S!アプリ （メガアプリ、 モーションコントロールセンサー、 ワイド画面アプリ） | 着うたフル／着うた                    |
| デコレメール （マイ絵文字）           | S!電話帳バックアップ                                                        | PCメール                              |
| コンテンツおすすめメール              | TVコール                                                                    | 世界対応ケータイ (W-CDMA+GSM)         |
| S!GPSナビ                             | デルモジ表示 （アニメビュー）                                               | ワンセグ                              |
| 3Gハイスピード                        | S!おなじみ操作                                                              | ダブルナンバー                        |
| 着デコ                                | きせかえアレンジ （カスタムスクリーン）                                     | S!ミュージックコネクト                |
| 安心遠隔ロック                        |                                                                             |                                       |

## 歴史
- 2009年5月19日 - ソフトバンクモバイルより公式発表。
- 2009年7月3日- 発売開始。